# Московская метрика
Московская метрика (или метрика Карлсруэ) — метрика на плоскости, которая получается, если предположить, что проезд возможен только по радиальным улицам или по круговым аллеям вокруг центра.
Московское расстояние между двумя точками {\displaystyle d(p_{1},p_{2})} задается как
{\displaystyle d(p_{1},p_{2})={\begin{cases}\min(r_{1},r_{2})\cdot \delta (p_{1},p_{2})+|r_{1}-r_{2}|,&{\text{если}}\ 0\leq \delta (p_{1},p_{2})\leq 2\\r_{1}+r_{2},&{\text{в противном случае}}\end{cases}}}
где {\displaystyle (r_{i},\varphi _{i})} — полярные координаты точек {\displaystyle p_{i}}
и {\displaystyle \delta (p_{1},p_{2})=\min(|\varphi _{1}-\varphi _{2}|,2\pi -|\varphi _{1}-\varphi _{2}|)} — центральный угол между двумя точками.